# Torben Piechnik
Torben Piechnik (* 21. Mai 1963 in Hellerup) ist ein ehemaliger dänischer Fußballspieler.

## Karriere

### Verein
Torben Piechnik begann mit dem Fußball 1982 bei Kjøbenhavns Boldklub, für den er die folgenden sechs Jahre spielte. 1988 und 1989 verbrachte er zwei Spielzeiten bei Ikast FS. Dann wechselte Piechnik zu B 1903 Kopenhagen, den er auch nicht verließ, als die erste Mannschaft 1992 mit dem Boldklub zum FC Kopenhagen fusionierte. Nach nur sieben Ligaeinsätzen entschloss sich der frisch gebackene Europameister zu einem Wechsel zum FC Liverpool. In seiner ersten Premier-League-Saison kam er lediglich zu 16 Einsätzen. In der darauffolgenden Saison kam er gar ausschließlich in einem Spiel zum Einsatz. Er kehrte dann in seine dänische Heimat zurück und spielte bis zu seinem Karriereende für Aarhus GF.

### Nationalmannschaft
Torben Piechnik spielte in seiner Karriere auch 15-mal für die Nationalelf Dänemarks. Er gehörte auch zu jener dänischen Mannschaft, die 1992 Europameister wurde.